# 弗兰西丝·哈
是一部2012年的美国喜剧剧情电影，由諾亞·波拜克执导，由鲍姆巴赫与女主演葛莉塔·潔薇合作编剧。影片于2012年9月1日在美国特柳赖德电影节上首映，于2013年5月17日起大规模放映。本片的黑白摄影在一定程度上受到了伍迪·艾伦1979年影片《曼哈頓》的影响。这部电影受到了评论界的赞誉，在爛番茄网站上的新鲜度为93%，平均得分为7.9/10。CBS新聞将本片风格与美国独立导演吉姆·賈木許和法國新浪潮导演法蘭索瓦·杜魯福的作品相比较。

## 演員
- 葛莉塔·潔薇 飾演 Frances Halladay
- 米基·薩姆納（英语：Mickey Sumner） 飾演 Sophie Levee
- 夏洛特·黛昂布瓦斯（英语：Charlotte d'Amboise） 飾演 Colleen
- 亞當·載夫 飾演 Lev Shapiro
- 麥可·艾斯波（英语：Michael Esper） 飾演 Dan
- 格蕾絲·古默（英语：Grace Gummer） 飾演 Rachel
- 派翠克·修辛格（英语：Patrick Heusinger） 飾演 Reade "Patch" Krause
- 喬許·漢米爾頓 飾演 Andy
- 瑪雅·卡山 飾演 Caroline
- 潔絲汀·蘿佩（英语：Justine Lupe） 飾演 Nessa
- 布麗塔·菲利普斯（英语：Britta Phillips） 飾演 Nadia
- 茱麗葉·勞倫斯（英语：Juliet Rylance） 飾演 Janelle
- 狄恩·韋勒姆（英语：Dean Wareham） 飾演 Spencer
- 米高·澤根 飾演 Benji